# 村上肥出夫
村上 肥出夫 （むらかみ ひでお、1933年12月19日 - 2018年7月11日）は、日本の洋画家。

## 人物
昭和23年(1948)15歳で義務教育終了後、ゴッホに憧れ独学で油絵を始める。日雇いの職を転々としながら、粘土、レンガ、コールタール、鉄錆、鍋底の炭などを絵具代わりにして絵を描く。銀座の裏町にリヤカーを置いて路上に寝泊まりし、放浪の生活を送っていた。銀座裏通りで彫刻家本郷新と出会い、同氏の紹介により西川武郎からアトリエなどの支援を受ける。個展の評判からマスコミに取り上げられる。海外での滞在中に出品し、パリで受賞。晩年は火事でアトリエが全焼するなどして体調を崩す。以来、絵筆を取らなくなっていた。 

## 来歴
- 1933年 - 岐阜県土岐郡肥田（現・土岐市）に10人兄弟の三男として生まれる。 父が警察官であり、何度か転校をした。
- 1945年 - 12歳、父が定年退職し、父の実家のあった岐阜県養老郡養老町に戻る。
- 1948年 - 岐阜県養老郡高田中学卒業後、農家・養鶏場の手伝い、牛乳配達、看板屋の手伝い、日雇いの仕事をしながら油絵を始める。
- 1953年 - 画家を志望して上京。コック見習い、サンドイッチマン、ビル掃除、港湾労働など転々としながら、絵画の独習に努める。
- 1958年 -「篠原有司男個展」を見て感激、篠原に会う。
- 1960年 - 油彩《建物のある風景》が東光会に初入選
- 1961年 - 銀座裏通りで彫刻家本郷新の知遇を得て同氏の紹介で西川武郎氏がアトリエなどを支援する。
- 1963年 - 銀座・松坂屋の厚意により、無名画家として異例の作品150余点を発表する大個展を開催する。会場は記録的多数の来場者で賑わった。その後名古屋・大阪の松坂屋でも個展を開催する。
- 1964年 - 大阪・毎日新聞社主催の大阪芸術祭に作品30点での個展を開催。4月にニューヨークへ40日滞在。同年「村上肥出夫都会風景画展」（大阪毎日ギャラリー）、「巴里―紐育―東京を描く油彩・素描展」（銀座松阪屋）を開催、マスコミの注目を浴びる。
- 1965年 - イタリア旅行。
- 1971年 - 1975年 - 銀座・松坂屋で個展を開催する。
- 1972年 - パリに滞在して制作、同年のサロン・ドートンヌに出品して銀賞受賞。
- 1994年 - －今再び－村上肥出夫 水彩デッサン展開催（兜屋画廊 名古屋店）
- 1997年 - 荻原町の自宅アトリエが全焼し、約2万冊の蔵書、絵具、新作のエスキースなどが焼失する。それを境に精神に変調を来し、岐阜県高山市の病院で療養生活。
- 1999年 - 村上肥出夫 回顧展１開催（兜屋画廊 名古屋店）
- 2000年 - 村上肥出夫 回顧展２開催（兜屋画廊 名古屋店）以降、毎年、兜屋画廊をはじめ各地の画廊で展覧会が開催
- 2018年 - 7月11日 - 老人福祉施設で　敗血症のため死去。[2]

## 年譜
- 1960年- 油彩《建物のある風景》が東光会に初入選
- 1972年- パリに滞在して制作、「サロン・ナショナル・デ・ボザール」に出品。同年のサロン・ドートンヌへの出品で銀賞受賞。

## 主な個展・展覧会
- 1963年 - 銀座・松坂屋、作品150余点を発表する大個展を開催。その後名古屋・大阪の松坂屋でも個展を開催。
- 1964年 - 大阪・毎日新聞社主催の大阪芸術祭に作品30点での個展を開催。
- 1971年 -銀座・ 松坂屋で個展を開催する。
- 1975年 - 銀座・松坂屋で個展を開催する。
- 1994年 - －今再び－村上肥出夫 水彩デッサン展開催（兜屋画廊 名古屋店）
- 1999年 - 村上肥出夫 回顧展１開催（兜屋画廊 名古屋店）
- 2000年 - 村上肥出夫 回顧展２開催（兜屋画廊 名古屋店）
- 2001年 - 2002年回顧展（兜屋画廊 東京、爾麗美術 横浜、菊川画廊 山口）
- 2004年 - 「村上肥出夫と放浪の画家たち ―漂白の中にみつけた美― 」展(群馬・大川美術館)開催。

## 著書
- エッセイ集『パリの舗道で』(彌生書房、1976年)
- 池田章監修・発行、『愛すべき天才画家　村上肥出夫画集』(2016年)、ならびに同画集『補遺小冊子』(2016年)、『補遺小冊子2』(2019年)、『補遺小冊子3』(2021年)

## 評価・画風
- 川端康成から「構図の整理などに多少のわがままが見えるにしても豊烈哀号の心情を切々と訴へて人の胸に通う」と評される[1]。（川端康成が自殺した部屋に、「キャナル・グランデ」という絵を飾っていた。）
- 「石川達三から「村上君は時には詩を書く、時には天才的なデッサンを描く、そして何を考えて生きているんだか、私には見当が付かない。一種の出来損ないであるのか、それとも天使のような人間であるのか、とにかくつきあいにくい。しかし笑った顔は意外に純真である。そして作品はこの上もなく強烈である」と評される[1]。
- いわゆる素人画では全くなく、厚塗りらしいのに乾いた肌をした幅広な筆触によるガード下の景とか、並木と歩道とビルが描かれた銀座らしい街景とかであった。街景とはいうものの、風景画というよりは対象のすべてが静物（死せる自然）といった感じがあった。ものの終末を肌で感じとってしまっているような目差しが絵にあった[3]。
- 見いだされた「放浪画家」「放浪の天才画家」などとジャーナリズムで評された[2]。
- 「画壇のシンデレラボーイ」「異端の放浪画家」とも称された[4]。
- 60年代、ジャーナリズムから一躍脚光を浴びて美術界に登場したが、抽象表現主義やダダ的な前衛美術の興隆のなかで、新たな具象表現を模索する流れを背景に、純粋でいながら大胆な表現をつづけた独創の画家だった[2]。
- 大ぶりのチューブから鮮やかな絵の具を惜しげもなく絞り出し、筆代わりのペインティングナイフで大胆にカンバスに塗り重ねていく、独自の画風で見る人を魅了してきた、天性の色彩感覚をもつ洋風画家[4]。

## 関連人物・項目
- 日本美術年鑑
- 東京文化財研究所
- 国立文化財機構
- 川端康成
- 本郷新
- 篠原有司男
- 長谷川利行（共通点が多い）